# Compagnia di San Giorgio dei Cornacchioni

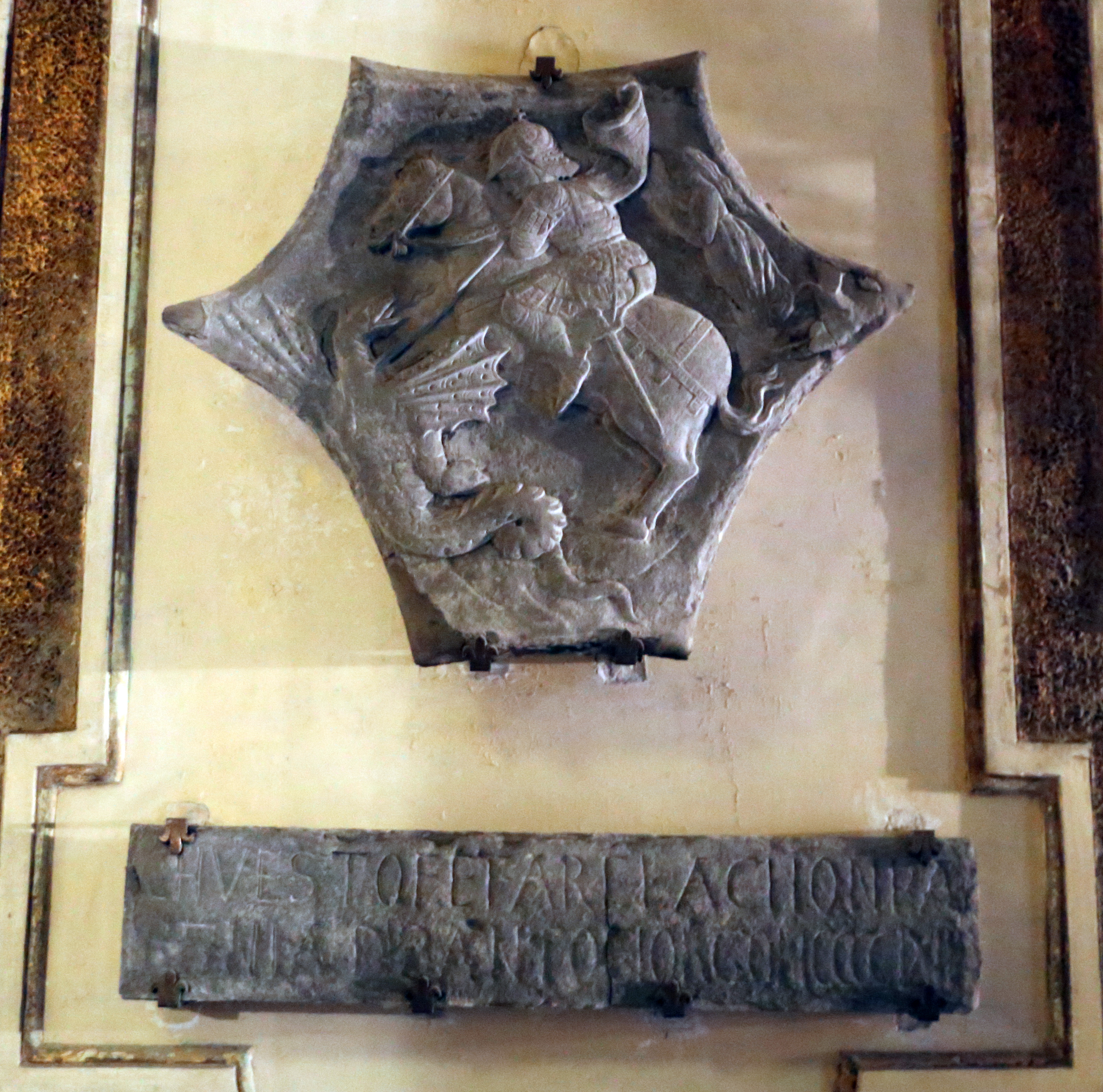
Stemma della Compagnia datato 1463, chiesa di San Giorgio alla Costa

La Compagnia di San Giorgio dei Cornacchioni è stata un'antica confraternita di Firenze.

## Storia
Fu fondata nel 1462 con sede nei sotterranei della chiesa di San Giorgio alla Costa, con scopi devozionali quali la preghiera comune e la partecipazione alle processioni, oltre che la benificenza e la pratica di pie opere tramite la raccolta di elemosine. Venne detta dei "Cornacchioni" perché si vestivano incappucciati di nero, e quando partecipavano alle processioni sembravano un gruppo di grandi cornacchie. 
La confraternita fu riformata con nuovi capitoli nel 1575, in cui si precisa il nome di "Compagnia di San Giorgio e della Santissima Madre Madonna Maria". Nel Seicento la Compagnia era ormai poco frequentata: si ha notizia di appena trenta confratelli nel 1619 e di quarantasette nel 1698 e, nonostante alcune iniziative per aumentare il numero dei novizi, nella relazione del 1783 si contavano ancora solo quarantotto membri.
Come moltissime altre confraternite toscane, fu soppressa da Pietro Leopoldo il 21 marzo del 1785 e mai più ripristinata.

## Pratiche religiose
Le riunioni dei confratelli si svolgevano la prima e la terza domenica del mese, e in occasione di alcune festività, compresa quella di san Giorgio (23 aprile, con tutte le monache vallombrosane del monastero afferente alla chiesa) e con la solennità della festa di san Marco (23 aprile). Si celebravano inoltre i funerali dei confratelli con trenta messe ciascuno.

## Stemma e simboli
Lo stemma della Compagnia mostrava la figura di san Giorgio a cavallo di un destriero bianco, armato di lancia e nell'atto si uccidere il drago, il tutto in campo drosso. 